# Courtoin
Courtoin település Franciaországban, Yonne megyében. Lakosainak száma 35 fő (2022. január 1.). Courtoin La Belliole, Domats, Égriselles-le-Bocage, Vernoy és Villeneuve-la-Dondagre községekkel határos.

## Népesség
A település népességének változása:
| Lakosok száma | 44   | 47   | 43   | 38   | 34   | 33   | 31   | 30   | 35   |
|               | 2013 | 2015 | 2016 | 2017 | 2018 | 2019 | 2020 | 2021 | 2022 |